# Maikiv, Hoșcea
Maikiv (în ucraineană Майків) este o comună în raionul Hoșcea, regiunea Rivne, Ucraina, formată numai din satul de reședință.

## Demografie
Componența lingvistică a comunei Maikiv
     Ucraineană (100%)
Conform recensământului din 2001, toată populația comunei Maikiv era vorbitoare de ucraineană (100%).